# Carpoapseudes longissimus
Carpoapseudes longissimus är en kräftdjursart som beskrevs av Lang 1968. Carpoapseudes longissimus ingår i släktet Carpoapseudes och familjen Apseudidae. Inga underarter finns listade i Catalogue of Life.